# Warluis
Warluis (prononcé [vaʁ.lɥi]) est une commune française située dans le département de l'Oise, en région Hauts-de-France.
Ses habitants sont appelés les Warluisiens.

## Géographie

### Localisation
Village péri-urbain du Beauvaisis situé dans la vallée du Thérain, situé  au sud-est de Beauvais et dans l'Aire urbaine de Beauvais, sur l'axe Beauvais-Paris constitué par l'ancienne route nationale N 1.
| Allonne       | Therdonne | Rochy-Condé                                |
|               | Warluis   | Bailleul-sur-Thérain Montreuil-sur-Thérain |
| Saint-Sulpice | Abbecourt | Villers-Saint-Sépulcre Ponchon             |

### Hameaux et écarts
La commune a plusieurs hameaux : Bruneval, l'Épine et Merlemont.

### Hydrographie

#### Réseau hydrographique
La commune est située dans le bassin Seine-Normandie. Elle est drainée par le Thérain, le cours d'eau 01 des Ocres,,.
Le Thérain, d'une longueur de 94 km, prend sa source dans la commune de Gaillefontaine et se jette  dans l'Oise à Saint-Leu-d'Esserent, après avoir traversé 43 communes. 
Le Fossé d'Orgueil, d'une longueur de 12 km, prend sa source dans la commune de Saint-Sulpice et se jette  dans le Thérain à Therdonne, après avoir traversé cinq communes. 

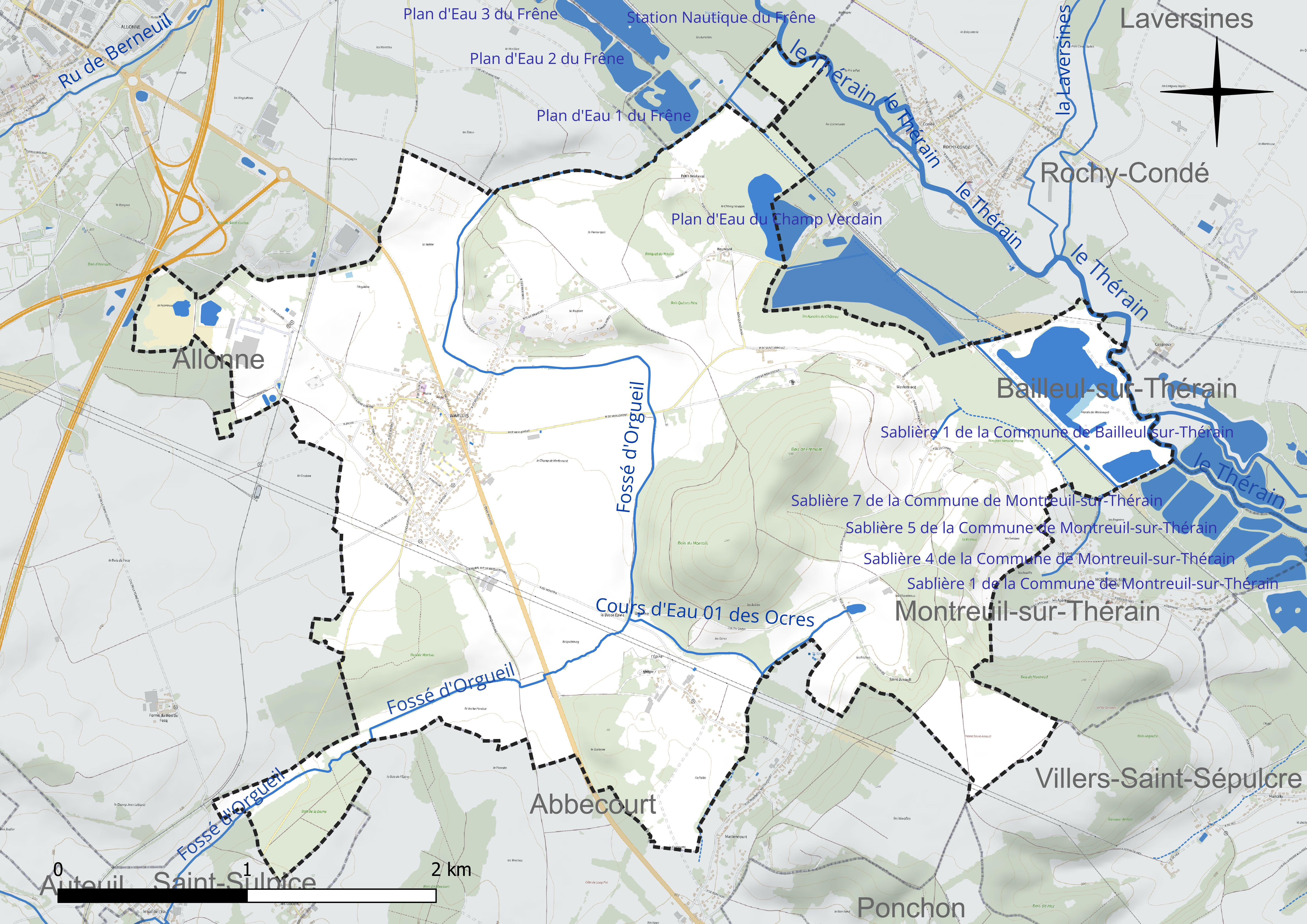
Réseau hydrographique de Warluis.

Un plan d'eau complète le réseau hydrographique : le plan d'eau du Champ Verdain, d'une superficie totale de 8,3 ha (4,6 ha sur la commune),.

#### Gestion et qualité des eaux
Le territoire communal est couvert par le schéma d'aménagement et de gestion des eaux (SAGE) « Sensée ». Ce document de planification concerne un territoire de 1 219 km2 de superficie, délimité par le bassin versant du Thérain. Le périmètre a été arrêté le 27 janvier 2023 et le SAGE proprement dit est, en 2024, en cours d'élaboration. La structure porteuse de l'élaboration et de la mise en œuvre est le syndicat intercommunal de la Vallée du Thérain (SIVT). 
La qualité des cours d'eau peut être consultée sur un site dédié géré par les agences de l'eau et l'Agence française pour la biodiversité. 

### Climat
Pour des articles plus généraux, voir Climat des Hauts-de-France et Climat de l'Oise.
En 2010, le climat de la commune est de type climat océanique dégradé des plaines du Centre et du Nord, selon une étude du CNRS s'appuyant sur une série de données couvrant la période 1971-2000. En 2020, Météo-France publie une typologie des climats de la France métropolitaine dans laquelle la commune est exposée à un climat océanique et est dans une zone de transition entre les régions climatiques « Sud-ouest du bassin Parisien » et « Nord-est du bassin Parisien ». 
Pour la période 1971-2000, la température annuelle moyenne est de 10,7 °C, avec une amplitude thermique annuelle de 14,4 °C. Le cumul annuel moyen de précipitations est de 644 mm, avec 10,8 jours de précipitations en janvier et 8 jours en juillet. Pour la période 1991-2020, la température moyenne annuelle observée sur la station météorologique la plus proche, située sur la commune de Tillé à 9 km à vol d'oiseau, est de 11,0 °C et le cumul annuel moyen de précipitations est de 655,5 mm,. Pour l'avenir, les paramètres climatiques de la commune estimés pour 2050 selon différents scénarios d'émission de gaz à effet de serre sont consultables sur un site dédié publié par Météo-France en novembre 2022.

## Urbanisme

### Typologie
Au 1er janvier 2024, Warluis est catégorisée bourg rural, selon la nouvelle grille communale de densité à sept niveaux définie par l'Insee en 2022.
Elle est située hors unité urbaine. Par ailleurs la commune fait partie de l'aire d'attraction de Beauvais, dont elle est une commune de la couronne,. Cette aire, qui regroupe 162 communes, est catégorisée dans les aires de 50 000 à moins de 200 000 habitants,.

### Occupation des sols
L'occupation des sols de la commune, telle qu'elle ressort de la base de données européenne d'occupation biophysique des sols Corine Land Cover (CLC), est marquée par l'importance des territoires agricoles (56,6 % en 2018), en diminution par rapport à 1990 (60,8 %). La répartition détaillée en 2018 est la suivante : 
terres arables (31,2 %), forêts (30,4 %), prairies (23,2 %), zones urbanisées (5,8 %), zones industrielles ou commerciales et réseaux de communication (3,7 %), mines, décharges et chantiers (3,5 %), zones agricoles hétérogènes (2,2 %). L'évolution de l'occupation des sols de la commune et de ses infrastructures peut être observée sur les différentes représentations cartographiques du territoire : la carte de Cassini (XVIIIe siècle), la carte d'état-major (1820-1866) et les cartes ou photos aériennes de l'IGN pour la période actuelle (1950 à aujourd'hui).

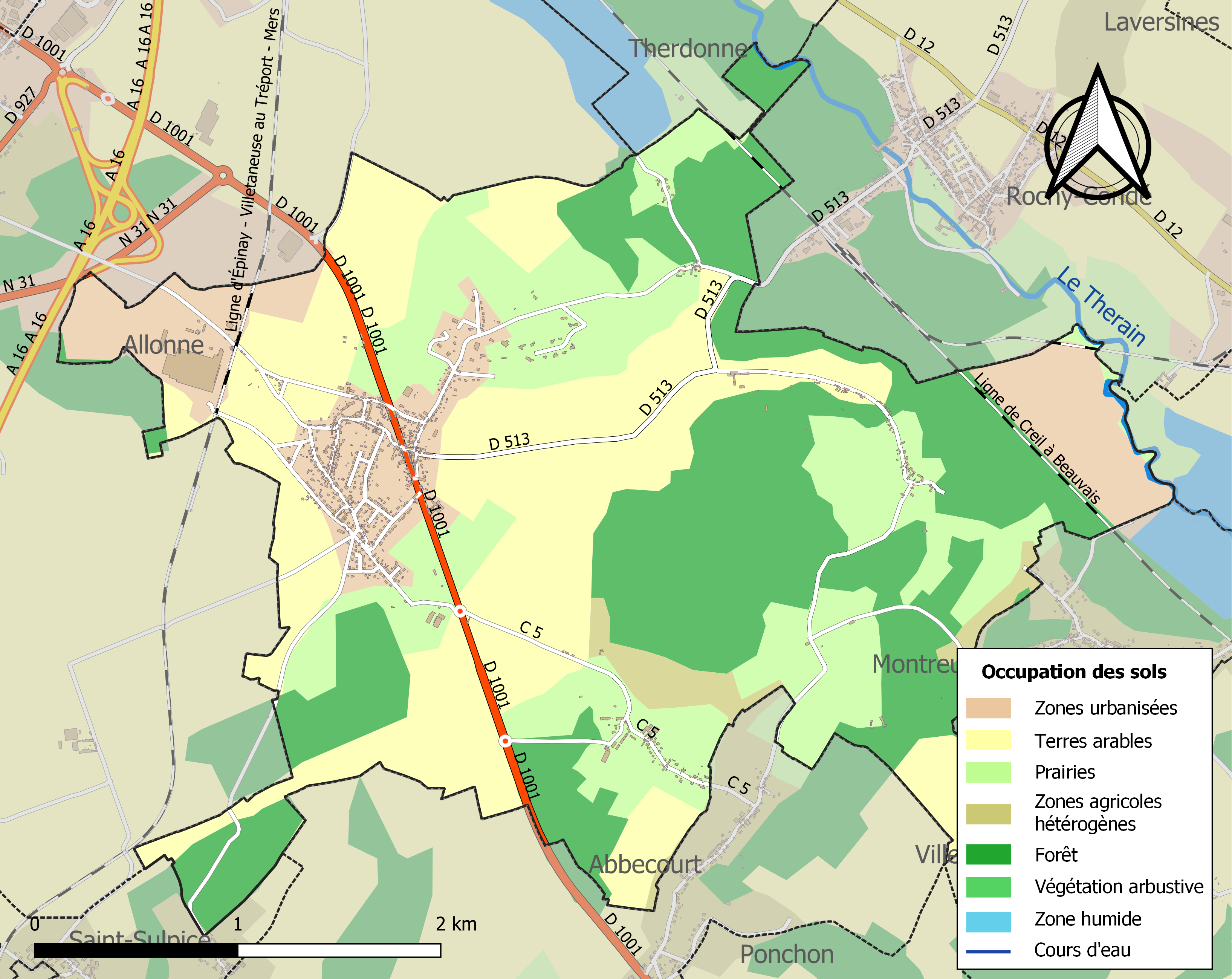
Carte des infrastructures et de l'occupation des sols de la commune en 2018 (CLC).

### Voies de communication et transports
La commune est desservie, en 2023, par une ligne scolaire et le service de transport à la demande Corolis à la demande - Zone Centre du réseau Corolis ainsi que par les lignes 620, 621, 6138, 6141, 6142 et 6143 du réseau interurbain de l'Oise.

## Toponymie
Le nom de la localité est attesté sous les formes Wadrelocus, Wadre locus (VIIIe siècle), ; Vuarlosius (1026) ; Vuarlosus (1030) ; Warluys (1140) ; Wuarlosius en 1057, ; Wuarlosius (1157) ; Garlusium (1157) ; Warlusium (1160) ; Vuarluis (1166) ; Warluis (1166) ; Walluis (1207) ; Vualluis (1279) ; Garluys (XIIIe) ; Galluis (XIIIe) ; Waluis (XIVe) ; Warluy (vers 1470) ; Wuarluys (vers 1470) ; Vuarluys (vers 1530) ; Vuaruis (XVIe) ; Vuarluy (XVIe) ; Ouarly (1621) ; Warly (1621).

Son nom peut provenir du néerlandais water « eau » et du germanique lōh « bois »,. Plus vraisemblable que le nom d'homme germanique Watheri combiné à lōh.
Un nom germanique Warno combiné au bas latin luteum « boue, marécage » a aussi été proposé, mais convient mal phonétiquement.
La prononciation actuelle [vaʁlɥiː] a succédé à [waʁlɥiː] au cours du XXe siècle.

## Histoire
La bonne conservation d'un ensemble de sites du premier millénaire du Mésolithique sur la commune de Warluis est sans équivalent dans la moitié Nord de la France et dans les régions voisines d'Europe.[réf. nécessaire]
Les traces de deux villas gallo-romaines ont été découvertes : l'une entre la Croix Renard et le fossé d'Orgueil et l'autre face au château de Merlemont.
En 1030, la justice seigneuriale et une partie de la  seigneurie de Warluis sont données à l'abbaye Saint-Lucien de Beauvais.
Le village dispose d'un instituteur dès 1679. Deux écoles existent en 1879 et une à Merlemont, avant leur regroupement dans une école unique qui se trouvait à l'emplacement de l'actuelle école primaire. Il se dote dès 1800 d'une mairie, implantée à la fin du XIXe siècle dans une des classes de l'école, puis installée dans l'ancien presbytère.
XIXe siècle
Les conseils municipaux de Warluis et de Rochy-Condé ont décidé le 26 juillet 2018 la fusion de leurs collectivités le 1er janvier 2019 au sein d'une commune nouvelle qui aurait été dénommée le Val d'Orgueil. Cette fusion était destinée à préserver les ressources des deux villages dans un contexte de baisse des dotations de l'État. Une réunion publique tenue après le vote des élus voit une forte protestation, et, en septembre 2018, une pétition de 812 habitants des deux communes (qui comptent 2 206 habitants) demande le report de la fusion,,.
Le préfet préconise alors l'organisation d'un référendum d'initiative locale,. Celui-ci, organisé le 19 novembre 2018, voit le rejet du projet par près de 90 % des votants des deux communes et une participation de 62 % à Rochy-Condé et 57 % à Warluis, amenant  le préfet à refuser d'agréer  le projet de fusion.

## Politique et administration

### Rattachements administratifs et électoraux
La commune se trouve  dans l'arrondissement de Beauvais du département de l'Oise. Pour l'élection des députés, elle fait partie depuis 1988 de la deuxième circonscription de l'Oise.
Elle faisait partie depuis 1801 du canton de Noailles. Dans le cadre du redécoupage cantonal de 2014 en France, la commune intègre le canton de Beauvais-2.

### Intercommunalité
La commune est membre de la communauté d'agglomération du Beauvaisis, créée sous le statut d'une communauté de communes en 2004.

### Liste des maires
| Période                                  | Période                   | Identité                        | Étiquette                              | Qualité                                                         |
| ---------------------------------------- | ------------------------- | ------------------------------- | -------------------------------------- | --------------------------------------------------------------- |
| Les données manquantes sont à compléter. |                           |                                 |                                        |                                                                 |
|                                          |                           | André Bonal,                    | RPF puis RS puis DVD puis UDR puis RPR | Ingénieur agronome Conseiller général de Noailles (1949 → 1979) |
| Les données manquantes sont à compléter. |                           |                                 |                                        |                                                                 |
| 1989                                     | 1998                      | Jeannine Moret                  |                                        |                                                                 |
| 1998                                     | avril 2014                | Anne-Marie Dumoulin             |                                        |                                                                 |
| avril 2014                               | mai 2020                  | Christophe de Ponton d'Amécourt | SE                                     |                                                                 |
| mai 2020                                 | En cours (au 27 mai 2020) | Mme Dominique Moret             |                                        |                                                                 |

## Population et société

### Démographie

#### Évolution démographique
L'évolution du nombre d'habitants est connue à travers les recensements de la population effectués dans la commune depuis 1793. Pour les communes de moins de 10 000 habitants, une enquête de recensement portant sur toute la population est réalisée tous les cinq ans, les populations de référence des années intermédiaires étant quant à elles estimées par interpolation ou extrapolation. Pour la commune, le premier recensement exhaustif entrant dans le cadre du nouveau dispositif a été réalisé en 2005.

En 2022, la commune comptait 1 220 habitants, en évolution de +4,9 % par rapport à 2016 (Oise : +0,87 %, France hors Mayotte : +2,11 %).
| 1793 | 1800 | 1806 | 1821 | 1831 | 1836 | 1841 | 1846 | 1851 |
| ---- | ---- | ---- | ---- | ---- | ---- | ---- | ---- | ---- |
| 500  | 402  | 504  | 513  | 561  | 596  | 597  | 623  | 661  |

| 1856 | 1861 | 1866 | 1872 | 1876 | 1881 | 1886 | 1891 | 1896 |
| ---- | ---- | ---- | ---- | ---- | ---- | ---- | ---- | ---- |
| 641  | 688  | 661  | 669  | 670  | 713  | 717  | 663  | 602  |

| 1901 | 1906 | 1911 | 1921 | 1926 | 1931 | 1936 | 1946 | 1954 |
| ---- | ---- | ---- | ---- | ---- | ---- | ---- | ---- | ---- |
| 589  | 551  | 571  | 581  | 537  | 515  | 502  | 615  | 669  |

| 1962 | 1968 | 1975  | 1982  | 1990  | 1999  | 2005  | 2006  | 2010  |
| ---- | ---- | ----- | ----- | ----- | ----- | ----- | ----- | ----- |
| 661  | 654  | 1 004 | 1 156 | 1 129 | 1 166 | 1 155 | 1 146 | 1 121 |

| 2015  | 2020  | 2022  | - | - | - | - | - | - |
| ----- | ----- | ----- | - | - | - | - | - | - |
| 1 168 | 1 200 | 1 220 | - | - | - | - | - | - |

#### Pyramide des âges
En 2018, le taux de personnes d'un âge inférieur à 30 ans s'élève à 30,3 %, soit en dessous de la moyenne départementale (37,3 %). À l'inverse, le taux de personnes d'âge supérieur à 60 ans est de 31,2 % la même année, alors qu'il est de 22,8 % au niveau départemental.
En 2018, la commune comptait 584 hommes pour 589 femmes, soit un taux de 50,21 % de femmes, légèrement inférieur au taux départemental (51,11 %).
Les pyramides des âges de la commune et du département s'établissent comme suit.
| Hommes | Classe d’âge | Femmes |
| ------ | ------------ | ------ |
| 1,0    | 90 ou +      | 0,8    |
| 7,2    | 75-89 ans    | 10,3   |
| 20,8   | 60-74 ans    | 22,2   |
| 20,6   | 45-59 ans    | 21,7   |
| 17,9   | 30-44 ans    | 16,7   |
| 12,6   | 15-29 ans    | 13,4   |
| 19,9   | 0-14 ans     | 14,8   |

| Hommes | Classe d’âge | Femmes |
| ------ | ------------ | ------ |
| 0,5    | 90 ou +      | 1,4    |
| 5,5    | 75-89 ans    | 7,6    |
| 15,6   | 60-74 ans    | 16,3   |
| 20,8   | 45-59 ans    | 20     |
| 19,4   | 30-44 ans    | 19,4   |
| 17,6   | 15-29 ans    | 16,2   |
| 20,6   | 0-14 ans     | 19,1   |

### Enseignement
L'école maternelle a été reconstruite en 1995.

## Culture locale et patrimoine

### Lieux et monuments
Warluis compte quatre monuments historiques sur son territoire :
- Église Saint-Lucien, rue de l'Église, reconstruite au XVIIe siècle après avoir été incendiée durant les guerres de Religion[23] (inscrite monument historique en 1986[45]) :

Elle réunit une nef unique du XIe siècle, simple salle rectangulaire, à un élégant clocher roman du premier tiers du XIIe siècle, situé au sud de la dernière travée de la nef, et un transept et une abside du début du XVIIe siècle. Ces parties orientales constituent un modeste ensemble d'un pur style gothique flamboyant, en décalage total avec la architecture de la Renaissance tardive qui règne à la période de construction.
En 1866, la nef fut prolongée d'une travée vers l'ouest, et l'édifice se développe ainsi tout en longueur. Il possède une série de vitraux intéressants du XIXe siècle, et également une verrière du début du XVIe siècle classée monument historique,, ainsi qu'un fauteuil en bois sculpté de style Louis XV
- Chapelle Saint-Séverin de Merlemont, d'époque pré-romane, situé à l'écart des habitations du hameau de Merlemont (classée monument historique en 1993[49])[50],[1]. Elle contient des fonts baptismaux en pierre taillée et polie du XIe siècle[51], deux retables du début du XVIe siècle[52],[53], une poutre de gloire en bois taillé et peint du XVIe siècle[54] et un maître-autel du XIXe siècle[55]
- Château de Merlemont, près du hameau du même nom (pignon nord avec ses deux tourelles en encorbellement, tourelle sud-ouest et salle voutée en sous-sol inscrits monument historique en 1979[56])
- Domaine du château de L'Épine, près du hameau du même nom (façades et toitures du château, escalier Louis XV avec sa rampe en ferronnerie, tour et tourelle, façades et toitures de la remise et du logement du gardien, chapelle inscrits monument historique en 2012[57])

On peut également noter :
- Au cœur de Warluis se trouvent plusieurs portails de ferme en pierre, avec une porte piétonne et une grande porte cochère, notamment à l'entrée du château.
- Le château de Warluis (propriété privée) est un ensemble hétérogène de constructions de diverses époques. La base du XVe siècle est encore visible. Les anciennes écuries ont été transformées en habitations.
- Le musée de l'Aviation[58],[59].
- L'abbaye de Saint-Arnoult, du XIIe siècle, dépendance de l'abbaye de Froidmont, fut un lieu de pèlerinage jusqu'en 1856. Depuis 1987, il abrite la pierre tombale du saint. Cette abbaye privée se visite encore actuellement[60].
- Chemin de randonnée « des bois de Warluis », long de 11 km., dont le départ est devant le musée de l'aviation. Il passe à Bruneval et Rochy-Condé, au hameau de Merlemont (château du XVIe siècle et église Saint-Séverin), ermitage de Saint-Arnoult du XIIe siècle[61]...

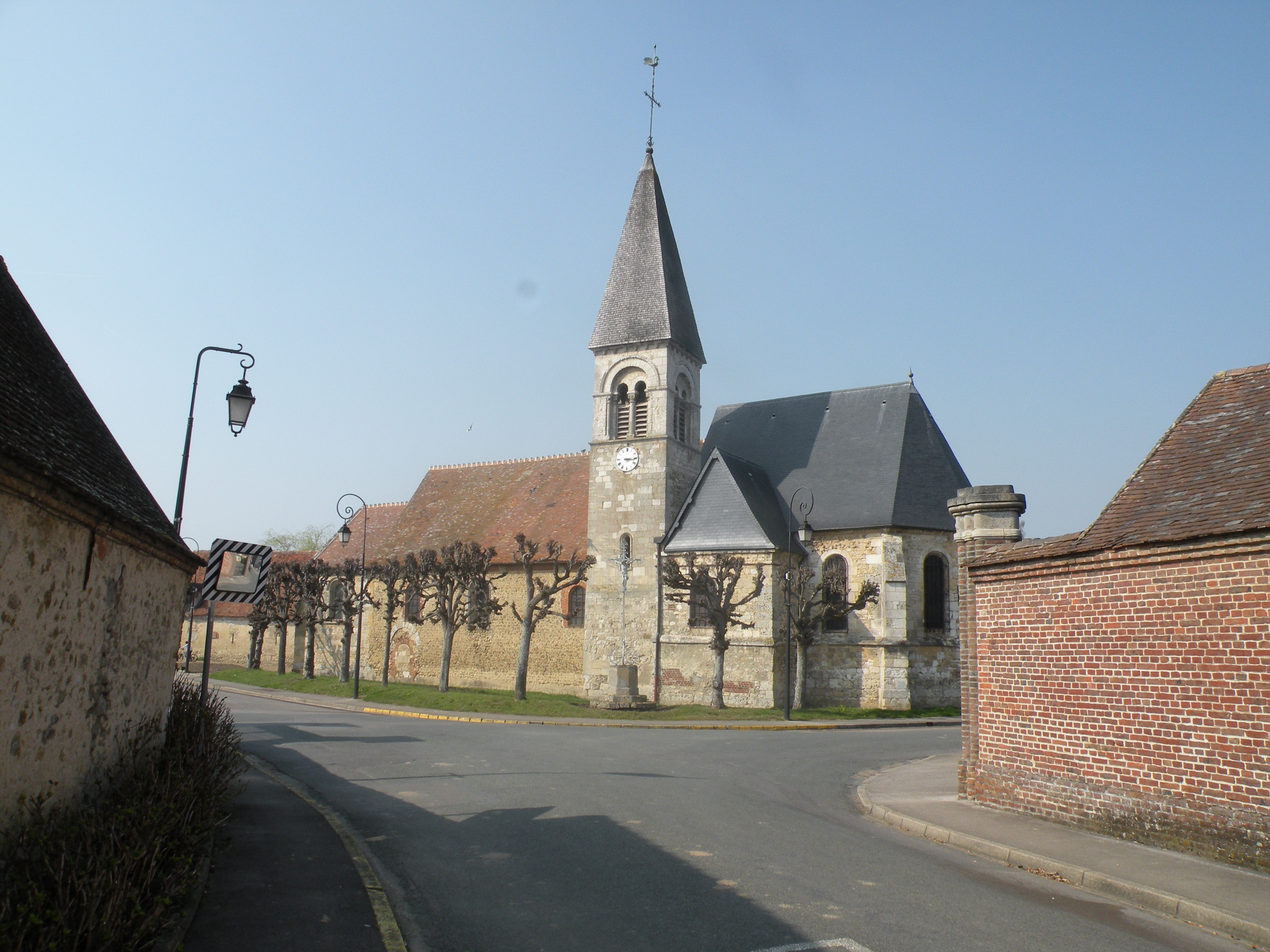
Église Saint-Lucien de Warluis.
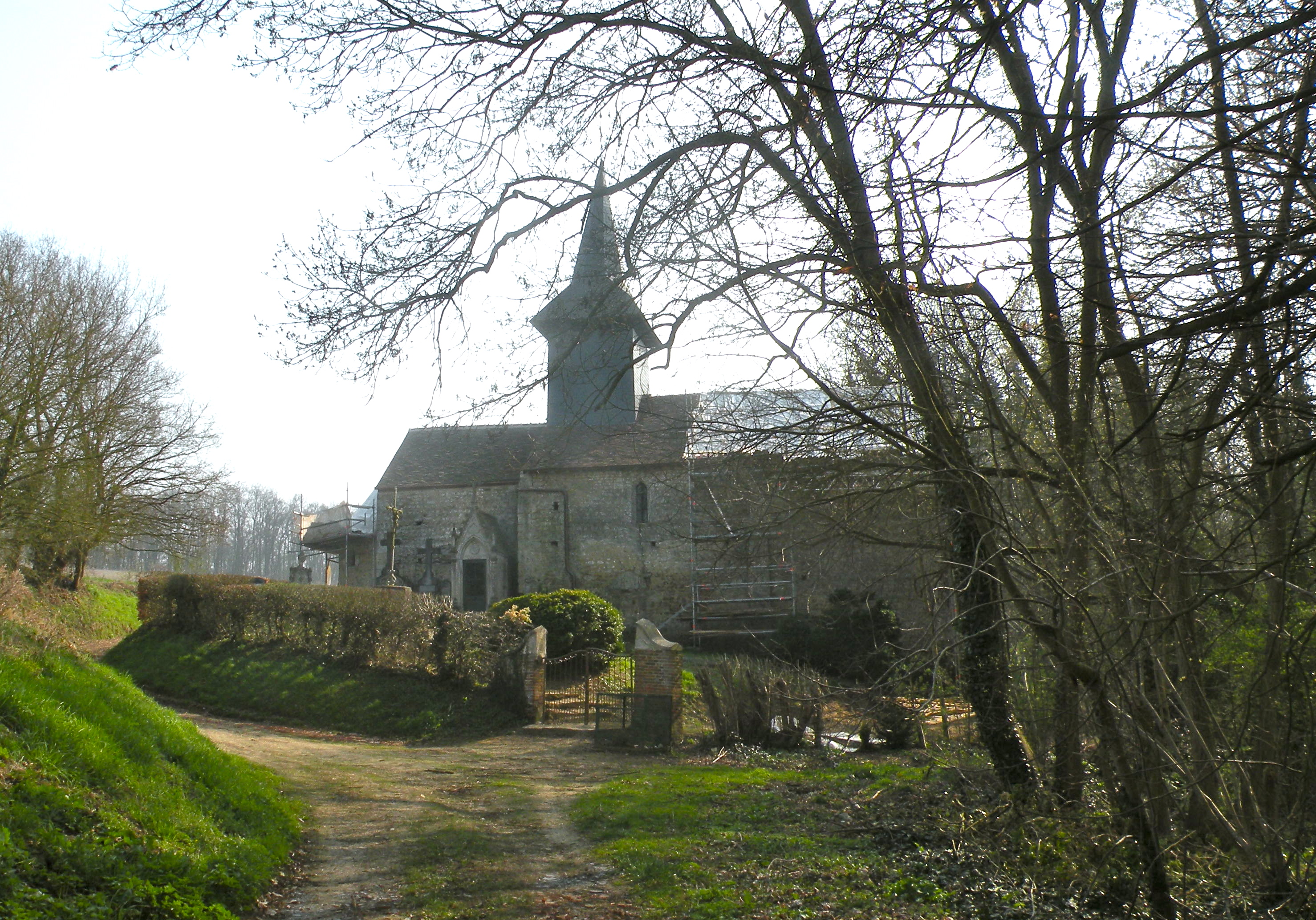
Chapelle Saint-Séverin de Merlemont.
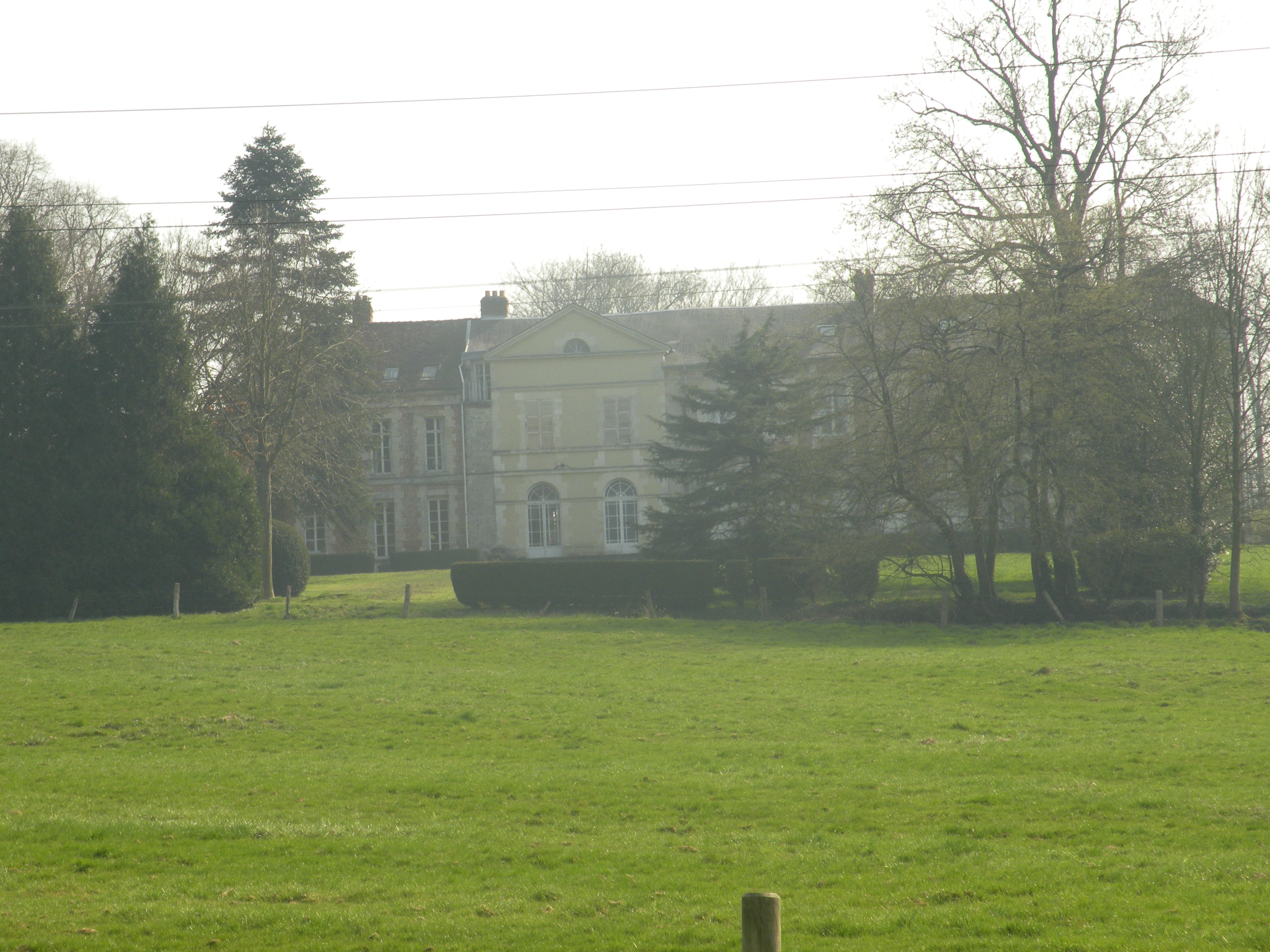
Château de L'Épine.
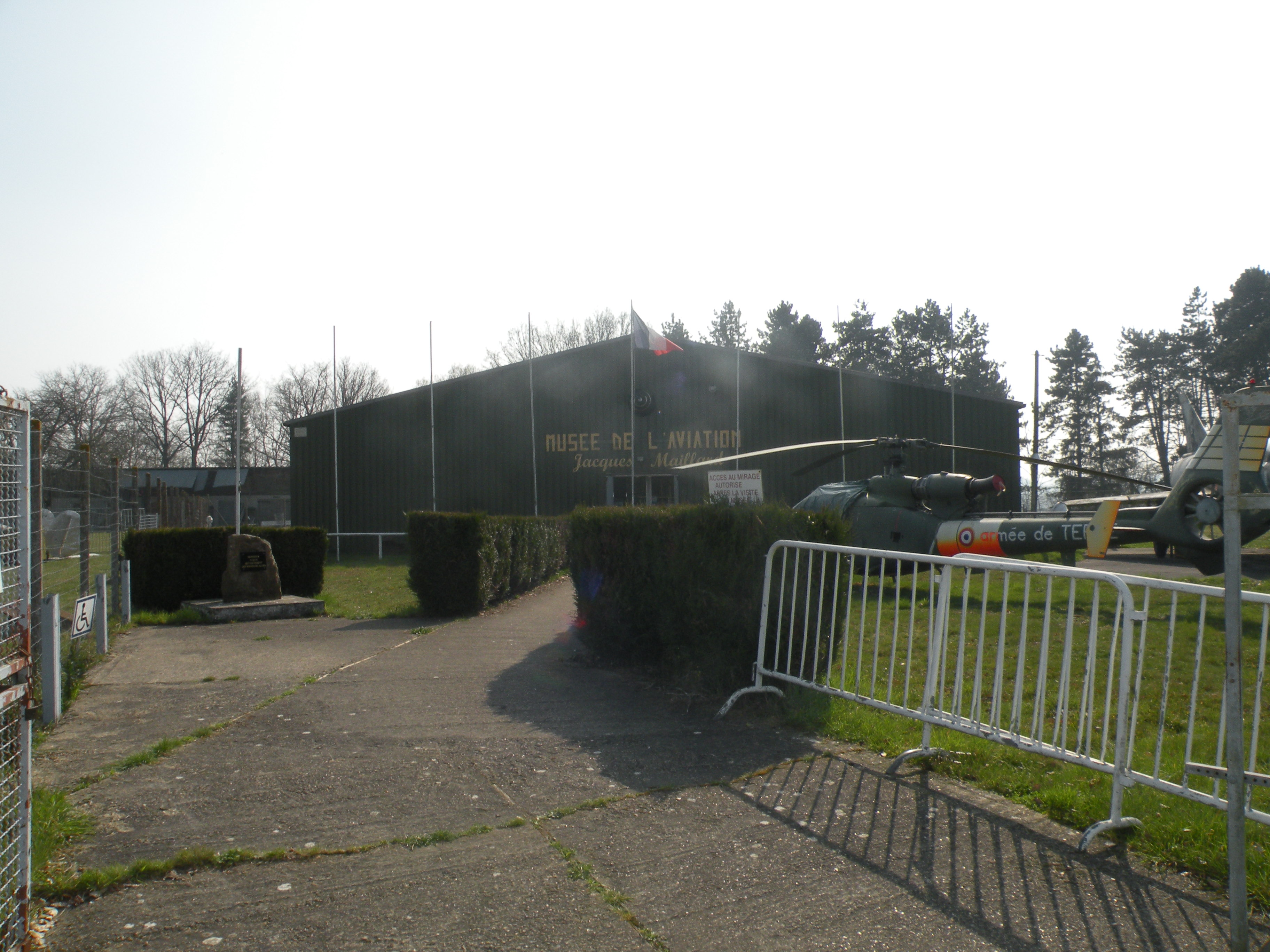
Musée de l'Aviation.

### Personnalités liées à la commune
- Pierre de Ronsard, nommé curé de Warluis (bien qu'étant laïc) par le cardinal de Chatillon, abbé commendataire de l'abbaye Saint-Lucien de Beauvais[23].
- Arnaud Démare, cycliste, champion du monde espoirs en 2011, champion de France sur route en 2014. 2017 et 2020. lauréat de la Vattenfall Cyclassics 2012 et de Milan-San Remo 2016, s'est marié en 2018 à Warluis[62].

### Héraldique
| Blason de Warluis | Blason  | Écartelé : au 1er d'azur à la fleur de lys d'or soutenue de l'inscription « PAX » en lettres capitales de sable, au 2e de sable à trois fasces d'argent chargées chacune de trois merlettes de sable, au 3e de gueules à trois ombres de fleurs de lys de sable, au 4e d'argent à la croisette pattée de gueules accompagnée de trois maillets de sinople. |
| Blason de Warluis | Détails | Adopté par la municipalité. |